# Steene
 Steene là một xã ở tỉnh Nord ở miền bắc nước Pháp. Xã này có diện tích 10,28 kilômét vuông, dân số năm 1999 là 1184 người. Xã nằm ở khu vực có độ cao trung bình 5 mét trên mực nước biển.